# Déoxynivalénol
Pour les articles homonymes, voir DON.
La Déoxinivalénol ou DON est une mycotoxine de la famille des trichothécènes de la classe B. C'est une mycotoxine qui se développe sur la plante, le grain au champ, et qui peut être responsable de manifestations allergiques (démangeaisons), agir sur le système immunitaire.

## Production
Les DON (déoxinivalénol) sont produits par différents contaminants fongiques du genre Fusarium ( F. graminearum, F. culmorum, F. roseum... ) qui contaminent les grains de blé, d'orge, d'avoine ou de maïs et même de riz lors de la floraison. Des niveaux élevés de contamination en DON ont été rapportés pendant les années pluvieuses par infection des épis par le fusarium pendant les stades de floraison et de remplissage des grains du développement de la plante.

## Santé
Le comité scientifique pour les aliments humains (CSAH) a établi une dose journalière tolérable de 1 μg·kgpc-1.
Dans l'Union européenne, les valeurs maximales concernant les mycotoxines les plus courantes — dont la Déoxynivalénol — dans les produits agricoles et alimentaires sont fixées par le règlement no 1881/2006. Des recommandations ont été publiées pour la nourriture animale.

## Dosage
Des chercheurs ont pu isoler la DON pour la première fois en 1972 dans de l'Orge japonais contaminé par Fusarium.
En 1973, des chercheurs ont isolé la DON dans du maïs contaminé par Fusarium graminearum. La Don produite étant responsable de vomissements chez des cochons, elle reçut le surnom de vomitoxine.